# Alain Draeger
Alain Draeger es un deportista francés que compitió en vela en la clase Flying Dutchman. Ganó una medalla de plata en el Campeonato Mundial de Flying Dutchman de 1969 y una medalla de bronce en el Campeonato Europeo de Flying Dutchman de 1966.

## Palmarés internacional
| Campeonato Mundial | Campeonato Mundial | Campeonato Mundial | Campeonato Mundial |
| Año                | Lugar              | Medalla            | Clase              |
| ------------------ | ------------------ | ------------------ | ------------------ |
| 1969               | Nápoles (Italia)   | Medalla de plata   | Flying Dutchman    |
| Campeonato Europeo |                    |                    |                    |
| Año                | Lugar              | Medalla            | Clase              |
| 1966               | Horten (Noruega)   | Medalla de bronce  | Flying Dutchman    |